# Maigrets erste Untersuchung
Maigrets erste Untersuchung (französisch: La Première Enquête de Maigret) ist ein Kriminalroman des belgischen Schriftstellers Georges Simenon. Er ist der 30. Roman einer Serie von insgesamt 75 Romanen und 28 Erzählungen um den Kriminalkommissar Maigret. Der Roman entstand vom 22. bis 30. September 1948 und wurde im Folgejahr vom Verlag Presses de la Cité veröffentlicht. Die erste deutsche Übersetzung von Hansjürgen Wille und Barbara Klau erschien 1962 bei Kiepenheuer & Witsch. 1978 veröffentlichte der Diogenes Verlag eine Neuübersetzung von Roswitha Plancherel-Walter.
Der Roman zeigt einen noch jungen Jules Maigret als Sekretär in den Anfängen seines Polizeidienstes. Die Anzeige eines Flötisten, der eine Frau aus dem Fenster eines Hauses um Hilfe rufen und anschließend einen Schuss gehört haben will, führt zu seiner ersten Untersuchung. Jedoch stellt sich heraus, dass das Haus einer einflussreichen Familie gehört und es Kreise gibt, die keine Aufklärung des Geschehens wünschen. Der junge Maigret erhofft sich von dem Fall den Aufstieg ins Hauptquartier der Pariser Kriminalpolizei, ist jedoch mehrmals auch nahe daran, seinen Dienst zu quittieren.

## Inhalt
April 1913: Jules Maigret ist 26 Jahre alt und seit fünf Monaten verheiratet. Vor vier Jahren ist er in die französische Kriminalpolizei, genannt La Sûreté, eingetreten. Protegiert von deren Leiter Xavier Guichard hat er in der kurzen Zeit bereits zahlreiche Stationen des Polizeidienstes durchlaufen. Nun ist er seit knapp einem Jahr Kommissariatssekretär im Polizeirevier Saint-Georges. Sein Vorgesetzter ist Maxime Le Bret, der als elegantester Kommissar von Paris gilt und sich mit Vorliebe in besseren Kreisen bewegt.

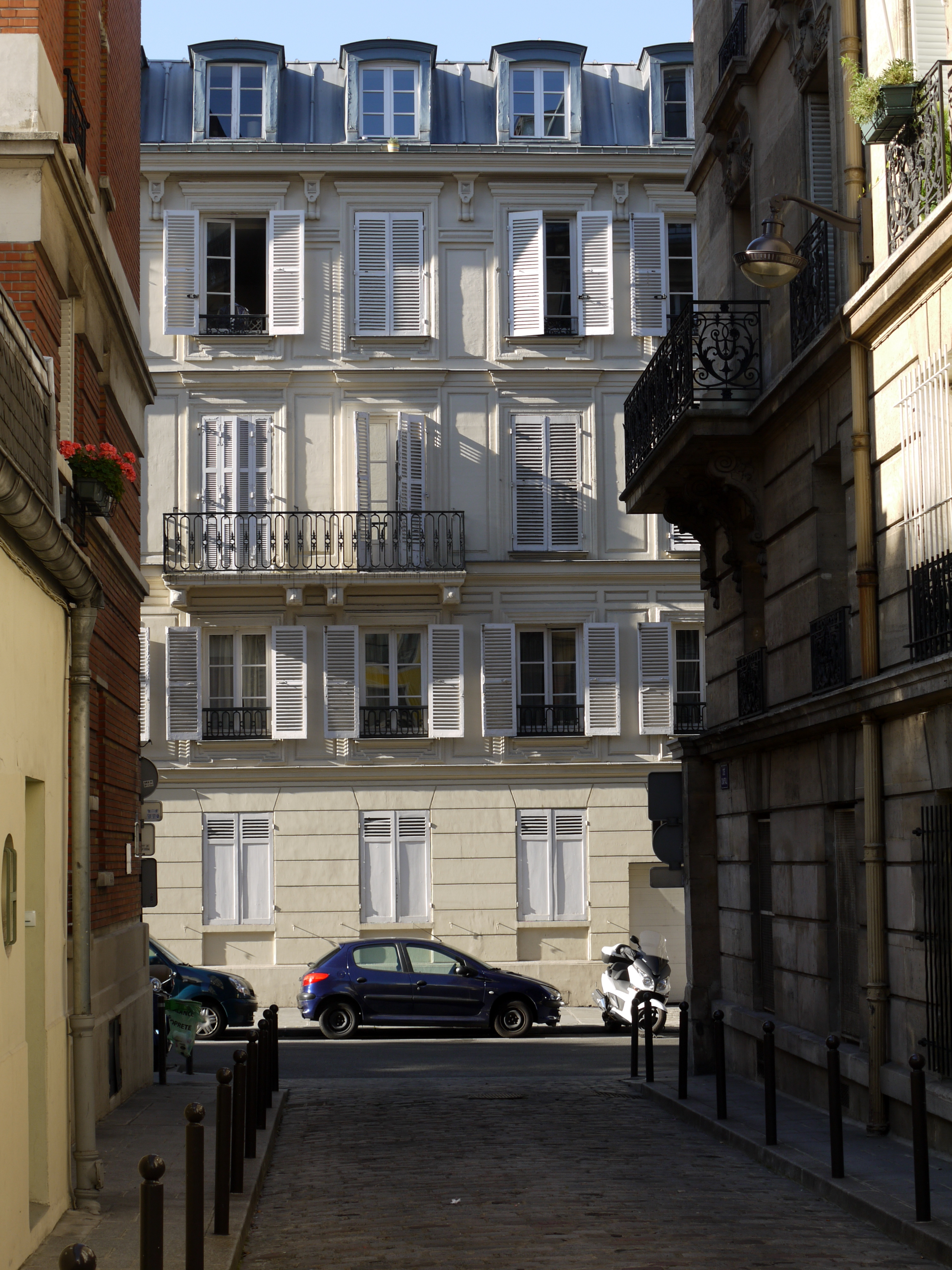
Blick auf die Rue Chaptal in Paris

Am Abend des 15. April ist die Pariser Polizei durch einen Staatsbesuch ausgelastet, so nimmt Maigret die Anzeige des jungen Flötisten Justin Minard entgegen. Dieser will in der Rue Chaptal die Hilferufe einer Frau am Fenster und anschließend einen Schuss vernommen haben. Ein Diener verwehrte ihm den Zutritt zum Haus und verletzte ihn durch Handgreiflichkeiten. Maigret begibt sich noch am Abend mit dem Zeugen an den Ort des Geschehens, obwohl er ahnt, dass er sich damit Schwierigkeiten einhandeln könnte, denn dort residiert die Familie des verstorbenen Kaffee-Moguls Balthazar. Zwar führt Richard Gendreau-Balthazar, der Sohn des Hauses, Maigret durch sämtliche Zimmer, doch lässt er unmissverständlich durchblicken, dass Le Bret ein Freund des Hauses ist. So zitiert dieser auch am nächsten Morgen den übereifrigen Jungpolizisten in sein Dienstzimmer. Erst als es eindeutige Hinweise gibt, dass Richard Maigret etwas vorgespielt hat, lässt er den Sekretär ohne Unterstützung und auf eigene Faust ermitteln.
Ganz anders als bei seinen späteren Fällen ist der junge Maigret in seinen Ermittlungen noch unsicher und vermag mit seiner schmächtigen Statur keinen der Befragten zu beeindrucken. Zudem weicht ihm der Flötist Minard, der sich seiner tyrannischen Ehefrau entziehen will, nicht von der Seite. Immerhin erfährt Maigret, dass die Macht in der Firma Balthazar zwischen Bruder Richard und Schwester Lise geteilt ist, wobei letztere die Favoritin des Großvaters und Firmengründers war. Und er erfährt von Bob d’Anseval, einem in kriminelle Kreise abgeglittenen Adeligen, der bloß als „der Graf“ bekannt ist, sein Geld mit allerlei illegalen Geschäften verdient und angeblich eine Affäre mit Lise hat. Nun ist er verschollen, sein Fahrer Dédé prahlt mit Geld, und als Maigret ihm zu dicht auf die Fersen rückt, erhält er einen Schlag auf den Kopf, den er nur mit viel Glück und heftigen Kopfschmerzen überlebt.
Maigret wird erlaubt, den festgenommenen Dédé im Quai des Orfèvres zu verhören. Einen Moment lang am Ziel seiner Wünsche, im Hauptquartier der Pariser Kriminalpolizei, realisiert Maigret, dass Dédé auf seine Befragung vorbereitet wurde und Le Bret die Ermittlungen seines Sekretärs zu hintertreiben scheint. Nachdem seine Untersuchungen nicht wie erwartet im Sande verlaufen, wird ihm der Fall aus der Hand genommen. Verhaftet wird Louis, der Diener des Hauses, doch in der offiziellen Darstellung ist zu lesen, er habe bloß einen Einbrecher erschossen. Er wird nicht verurteilt, und den Gendreau-Balthazars bleibt der Skandal erspart.
Erst der freigelassene Dédé enthüllt dem jungen Maigret, der ihm in seiner Naivität sympathisch ist, die wahren Hintergründe: nicht Liebe hat Lise in die Arme Bobs geführt, sondern eine Klausel im Testament ihres Großvaters, der aus bescheidenen Verhältnissen kommend den Adelstand für seine Familie anstrebte. Richard wiederum wollte Bob als Liebhaber Lises kaufen, damit er hinter ihrem Rücken freie Verfügungsgewalt über die Firma besaß. Bob ließ sich an diesem Abend von Dédé ins Haus der Gendreau-Balthazars fahren, um beider Pläne eine Absage zu erteilen. Vermutlich kam es zu einem Kampf der beiden Männer, Lise geriet in Panik, rief um Hilfe, wollte auf Richard schießen und erschoss dabei Bob. Als Maigret das Haus durchsuchte, war die Leiche gerade fortgeschafft worden. Dédés Schweigen erkaufte Richard mit 50.000 Francs.
Maxime Le Bret rechtfertigt sich vor Maigret, er habe ein reines Gewissen, und Lise wäre ohnehin niemals verurteilt worden. Folglich habe man der Familie den Skandal auch ersparen können. Dennoch möchte er seinen jungen Sekretär so schnell wie möglich wegloben, um ihm nicht mehr unter die Augen treten zu müssen. Als Maigret ins Büro des Leiters der Kriminalpolizei gerufen wird, erfährt er, dass auch Xavier Guichard, den Maigret wie einen Vater verehrt, den wirklichen Ablauf ahnt. Auch er stellt Schaden und Nutzen über die Wahrheit. Er befördert Maigret zum Inspektor in die Chefbrigade am Quai des Orfèvres. Maigret feiert die Beförderung mit dem Flötisten, und am Ende macht ihm Madame Maigret einen Kaffee.

## Hintergründe zur Figur Maigret
Maigrets erste Untersuchung ist einer der wenigen Romane der Serie, der präzise Zeitangaben benennt. So lässt die Angabe des 15. April 1913, an dem Maigret 26 Jahre alt ist, den Rückschluss auf ein Geburtsjahr von 1886/1887 zu. Dies steht allerdings im Widerspruch zu den beiden anderen Romanen, die der Handlung ein konkretes Datum zuweisen: Maigret und der verstorbene Monsieur Gallet (1884/1885) und Maigret und der einsame Mann (1910). Die widersprüchlichen Angaben über Maigrets Alter im Verlauf der Serie haben verschiedene Maigret-Forscher in Chronologien zu glätten versucht.
Neben weiteren konkreten Daten zu Maigrets Polizeikarriere und seiner Hochzeit mit Madame Maigret, werden auch einige typische Motive der Serie eingeführt: Im Polizeirevier von Saint-Georges entdeckt Maigret seine Liebe zum gusseisernen Ofen, dem er auch im Quai des Orfèvres noch treu bleibt, als längst die Zentralheizung eingerichtet ist. Maigret entdeckt auch zwei Hilfsmittel, die ihm bei künftigen Fällen helfen werden, die Wahrheit hinter einem Fall auszubrüten: den Alkohol und die Krankheit. Zum ersten Mal erlebt er beim Sinnieren über seine Untersuchung jenes mentale „Umschalten“, das einmal „so typisch für ihn werden sollte, dass es ihn eines Tages zur legendären Figur am Quai des Orfèvres machen würde.“
Es fällt auch zum ersten Mal der Begriff „Schicksalsflicker“, der die spätere Tätigkeit Maigrets besser beschreibt als der eines Kriminalpolizisten. Der junge Maigret sieht sich in seinem heimlichen Berufswunsch als „Arzt und Priester in einem, einen Mann, der das Schicksal eines anderen auf den ersten Blick erfasste. […] Man wäre zu diesem Mann gegangen und hätte ihn um Rat gefragt, so wie man einen Arzt aufsucht. Er wäre so etwas wie ein ‚Schicksalsflicker‘ gewesen […], weil er sich in das Leben aller Menschen, in die Haut aller Menschen versetzen konnte.“
Ein Handlungsstrang, der am Ende angerissen wird, bleibt in der Serie allerdings offen. Dreißig Jahre nach den Ereignissen trifft Maigret Lise Gendreau wieder, die nun den Namen eines italienischen Adeligen trägt. Sie bittet den Kommissar, ihre Tochter zu suchen, die nach England entführt worden sei. Maigret würde bei diesen Untersuchungen „zum zweiten Mal die Ehre der Familie Balthazar zu beschützen haben“. Es gibt allerdings keine Geschichte in der Maigret-Serie, die von dieser Rettung berichtet.

## Rezeption
Tilman Spreckelsen kommentierte im Rahmen seines Maigret-Marathons: „Dieses Buch bezieht seinen Reiz aus dem Portrait des Kommissars als junger Mann, so weit, so erwartbar. Dass es aber auch für sich genommen (und bis in die Nebenfiguren hinein) so wohltuend widerborstig ist, schon das zeigt, was Simenon vermag.“ Für Thomas Narcejac demonstrierte Simenon in La Première Enquête de Maigret schlicht seine Virtuosität.
Aus Sicht Armin Arnolds bildete La Première Enquête de Maigret die Anregung für Friedrich Dürrenmatts Kriminalroman Der Richter und sein Henker. In seiner Untersuchung wies er zahlreiche Parallelen der Romane nach, etwa dass beiden ermittelnden Polizeibeamten die Untersuchung gegen einflussreiche Verdächtige von ihren Vorgesetzten erschwert werde. Dabei habe Dürrenmatt „la première enquête“ Maigrets in „la dernière enquête“ seines Kommissar Bärlachs verwandelt. Auch Jean Lahougues Roman La Doublure de Magrite basiert auf Simenons Vorlage. Michel Sirvent sprach von einer hypertextuellen Transformation.
Die Romanvorlage wurde 1963 im Rahmen der Fernsehserie Maigret mit Rupert Davies verfilmt. Der deutsche Titel lautete Maigret gibt Lapointe eine Chance. Im Jahr 1992 produzierte Radio Bremen ein Hörspiel unter der Regie von Till Bergen. Den Maigret sprach Uwe Müller. Evelyn Hamann übernahm den Part der Erzählerin.

## Ausgaben
- Georges Simenon: La Première Enquête de Maigret. Presses de la Cité, Paris 1949 (Erstausgabe).
- Georges Simenon: Maigrets erste Untersuchung. Übersetzung: Hansjürgen Wille, Barbara Klau. Kiepenheuer & Witsch, Köln 1962.
- Georges Simenon: Maigrets erste Untersuchung. Übersetzung: Hansjürgen Wille, Barbara Klau. Heyne, München 1966.
- Georges Simenon: Maigrets erste Untersuchung. Übersetzung: Roswitha Plancherel-Walter. Diogenes, Zürich 1978, ISBN 3-257-20501-5.
- Georges Simenon: Maigrets erste Untersuchung. Sämtliche Maigret-Romane in 75 Bänden, Band 30. Übersetzung: Roswitha Plancherel-Walter. Diogenes, Zürich 2008, ISBN 978-3-257-23830-3.